# Rhicnocoelia
Rhicnocoelia is een geslacht van vliesvleugeligen uit de familie Pteromalidae. De wetenschappelijke naam van dit geslacht is voor het eerst geldig gepubliceerd in 1956 door Graham.

## Soorten
Het geslacht Rhicnocoelia omvat de volgende soorten:
- Rhicnocoelia alebion (Walker, 1848)
- Rhicnocoelia archidemus (Walker, 1839)
- Rhicnocoelia brevivitta (Walker, 1836)
- Rhicnocoelia constans (Walker, 1836)
- Rhicnocoelia coretas (Walker, 1848)
- Rhicnocoelia grahami Boucek, 1970
- Rhicnocoelia impar (Walker, 1836)
- Rhicnocoelia incisa Boucek, 1988
- Rhicnocoelia labaris (Walker, 1848)
- Rhicnocoelia orsippus (Walker, 1839)
- Rhicnocoelia phalarsarna (Walker, 1848)
- Rhicnocoelia punctifrons Heydon, 1989
- Rhicnocoelia vindalius (Walker, 1839)